# Vol KLM 607-E
Le vol KLM 607-E est un vol international régulier, assuré par un Lockheed Super Constellation de la KLM Royal Dutch Airlines, qui s'est écrasé dans l'Océan Atlantique, le 14 août 1958, peu de temps après le décollage de l'aéroport de Shannon, en Irlande.
Les 99 passagers et membres d'équipage à bord ont péri dans l'accident, ce qui en fait, à l'époque, la catastrophe aérienne la plus meurtrière de l'histoire de l'aviation civile impliquant un seul avion, jusqu'à la disparition du vol Flying Tiger Line 739, survenue 4 ans plus tard.

## Accident
L'avion assurant le vol 607 était surnommé « Hugo de Groot » et était immatriculé PH-LKM (numéro de série 4841). Au moment de l'accident, il comptait seulement 886 heures de vol. Le « E » dans le numéro de vol signifiait qu'il s'agissait d'un vol avec classe économique supplémentaire, afin de répondre à la demande touristique saisonnière accrue.
Le vol 607-E a décollé de l'aéroport de Shannon à 03h05 UTC pour la deuxième étape d'un vol transatlantique reliant Amsterdam, aux Pays-Bas, à New York, aux États-Unis, avec des escales intermédiaires à Shannon, en Irlande, et Gander, à Terre-Neuve. 
Le contact radio avec l'avion a été perdu vers 03h40 UTC ; une opération de sauvetage a alors été lancée et a trouvé des débris légers flottants à la surface de l'océan, à environ 180 km au nord-ouest de l'aéroport de Shannon. 
Les 91 passagers et 8 membres d'équipage sont tous morts dans l'accident, dont six membres de l'équipe d'escrime égyptienne. Les corps de 34 des 99 victimes ont également été retrouvés parmi les débris de l'avion. 

## Cause de l'accident
En raison du manque de preuves, les enquêteurs irlandais et néerlandais n'ont pas pu identifier la cause probable de l'accident. Ils ont examiné la possibilité de l'explosion d'une bombe, d'une panne électrique ou d'une erreur de pilotage, mais ont estimé que la possibilité la plus probable était une panne mécanique catastrophique en vol. 
La commission d'enquête a estimé que la cause la plus probable de l'accident du vol 607-E est un dysfonctionnement d'une des hélices à une vitesse excessive, causée par des particules métalliques obstruant les vannes de régulation de la conduite d'alimentation en huile. Les particules peuvent avoir été formées par un engrenage qui a été endommagé lors de l'accélération du compresseur du moteur correspondant (rapport de vitesse modifié). Les dysfonctionnements du pas de l'hélice pourraient avoir provoqué une perte de contrôle en vol, et par conséquent le crash de l'appareil dans l'océan.

## Conséquences

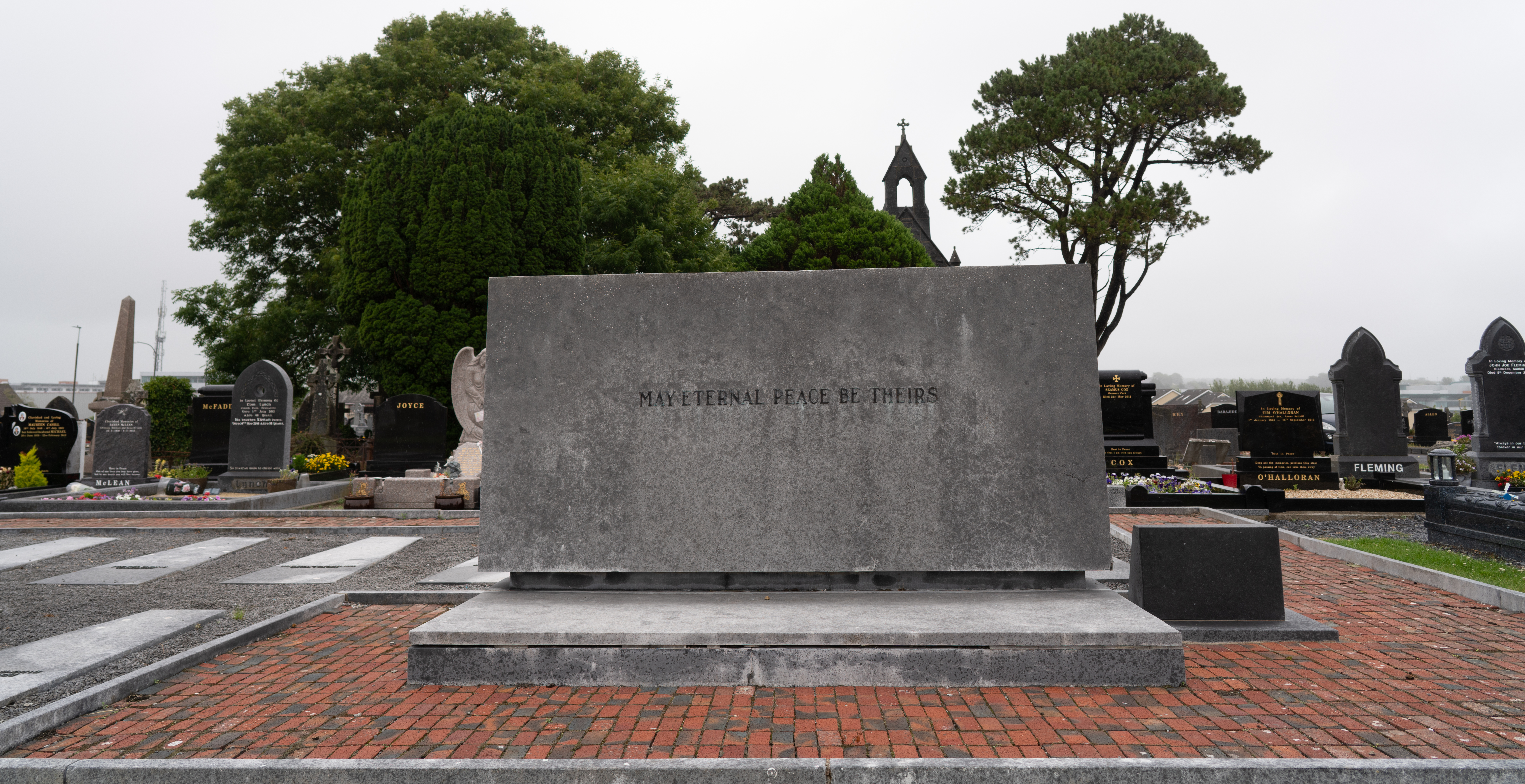
Mémorial en souvenir des victimes de l'accident.

Un mémorial à la mémoire des personnes décédées lors du crash se trouve au cimetière de Bohermore (en), à Galway. Plusieurs corps des passagers du vol 607-E sont enterrés autour du mémorial.